# La Bâtie-Neuve
La Bâtie-Neuve är en kommun i departementet Hautes-Alpes i regionen Provence-Alpes-Côte d'Azur i sydöstra Frankrike. Kommunen ligger  i kantonen La Bâtie-Neuve som ligger i arrondissementet Gap. År 2022 hade La Bâtie-Neuve 2 611 invånare.

## Befolkningsutveckling
Antalet invånare i kommunen La Bâtie-Neuve
Referens:INSEE